# Condado de Meade (Kansas)
O Condado de Meade é um dos 105 condados do estado americano de Kansas. A sede do condado é Meade, e sua maior cidade é Meade. O condado possui uma área de 2 537 km² (dos quais 3 km² estão cobertos por água), uma população de 4 631 habitantes, e uma densidade populacional de 2 hab/km² (segundo o censo nacional de 2000). O condado foi fundado em 20 de março de 1873.